# Badminton nos Jogos Olímpicos de Verão de 2008 - Qualificação
Cada Comitê Olímpico Nacional pôde increver 3 jogadores/dupla em cada evento. Foram no total 64 atletas classificados para a disputa de simples e 16 pares classificadas para as disputas em dupla.
O principal critério de classificação foi o ranking da IBF (Federação Internacional de Badminton) que foi divulgado no dia 1 de Maio de 2008. Constaram um total de 16 pares em cada evento de duplas e 28 atletas em competições individuais, da seguinte maneira:
- Rankings 1-4
  - Atletas (individual/dupla) se enfrentaram e 3 países foram classificados.
- Rankings 5-16
  - Atletas (individual/dupla) se enfrentaram e 2 países foram classificados.
- Rankings 17+
  - Atletas (individual/dupla) se enfrentaram e 1 país foi classificado.

Cada continente teve garantido apenas uma vaga por evento. Se o país não se classificasse da maneira mencionada, o jogador ou dupla de melhor posição no ranking garantiria a vaga. Se não existisse nenhum atleta ou dupla no ranking, o vencedor do mais recente torneio continental da modalidade seria classificado.    
O país sede (China) teve o direito de ter 2 atletas qualificados no total, mas outros atletas eram permitidos caso tivessem se classificado de acordo com o critério estabelecido pela IBF.
Outras duas vagas foram dadas a equipes convidadas em cada evento individual.